# نسار ديره (مقاطعة غيلانغرب)
نسار ديره (بالفارسية: نسار دیره) هي قرية تقع في قسم ديره الريفي في إيران. يقدر عدد سكانها بـ 729 نسمة بحسب إحصاء 2016.